# جایزه ققنوس زرین
جایزه ققنوس زرین (انگلیسی: Golden Phoenix Awards؛ چینی ساده: 金凤凰奖; چینی سنتی: 金鳳凰獎; پین‌یین: Jīnfènghuáng Jiăng) یک جایزه سینمایی و تلویزیونی در کشور چین است که هر دو سال یک‌بار توسط «فرهنگستان هنرهای نمایشی چین» و به منظور ارج‌نهادن بر هنرنمایی‌های اعضایش، برگزار می‌شود.
جایزه ققنوس زرین، معادلِ چینیِ جایزه انجمن بازیگران فیلم در ایالات متحده آمریکا است.
این جایزه نخستین بار در سال ۱۹۸۷ میلادی و در شهر گوانگ‌ژو برپا شد.
تندیس این جایزه به شکل یک ققنوس است و توسط هنرمند مشهور چینی «هان مِـیلین» طراحی شده است.